# Radżazaur
Radżazaur (Rajasaurus) – rodzaj teropoda z rodziny abelizaurów (Abelisauridae).
Żył w późnej kredzie na obecnych terenach subkontynentu indyjskiego. Długość ciała ok. 9 m, wysokość ok. 3 m, masa ok. 1 t. Jego szczątki znaleziono w Indiach (w stanie Gudźarat, w dystrykcie Kheda). Został opisany w 2003 roku przez Jeffreya Wilsona i współpracowników w oparciu o skamieniałości pochodzące z datowanych na około 65,5 mln lat osadów formacji Lameta.